# 鳳山国中駅
鳳山国中駅（ほうざんこくちゅうえき）は台湾高雄市鳳山区にある高雄捷運橘線の駅。中山東路と仁愛路の交差点に位置し、駅名は北側にある「鳳山国中」より名付けられた。駅番号はO14。将来的に本駅から高雄捷運が屏東延伸線を伸ばす計画がある。

## 駅構造
- ホームドア付き島式ホーム1面2線の地下駅である。

### 駅階層
| 地面    | 出入口                       | 出入口                                     |
| 地下1階 | コンコース階                 | コンコース、案内所、自動券売機、自動改札口 |
| 地下1階 | コンコース階                 | トイレ                                     |
| 地下2階 | 1番ホーム                    | ←■橘線 美麗島・哈瑪星方面（大東駅）        |
| 地下2階 | 島式ホーム、左側のドアが開く |                                            |
| 地下2階 | 2番ホーム                    | ■橘線 大寮方面（大寮駅）→                  |

### 駅出口
出口1は駅北側、出口2は駅南側、出口3は駅東側にあり、出口1にはバリアフリーのエレベーターがある。
- 出口1：鳳山国中
- 出口2：鳳山郵便局
- 出口3：仁愛市場

## 利用状況
| 年   | 年間    | 年間    | 年間      | 年間     | 1日平均 | 1日平均 |
| 年   | 乗車    | 下車    | 乗下車計  | 出典     | 乗車    | 乗下車  |
| ---- | ------- | ------- | --------- | -------- | ------- | ------- |
| 2008 | 133,810 | 132,155 | 265,965   | [ 注 1 ] | 1,312   | 2,608   |
| 2009 | 437,510 | 432,086 | 869,596   | [ * 2 ]  | 1,199   | 2,382   |
| 2010 | 474257  | 468386  | 942,643   | [ * 3 ]  | 1,299   | 2,583   |
| 2011 | 514,368 | 500,572 | 1,014,940 | [ * 4 ]  | 1,409   | 2,781   |
| 2012 | 599,663 | 573,113 | 1,172,776 | [ * 4 ]  | 1,638   | 3,204   |
| 2013 | 624,217 | 599,702 | 1,223,919 | [ * 4 ]  | 1,710   | 3,353   |
| 2014 | 637,063 | 607,356 | 1,244,419 | [ * 4 ]  | 1,745   | 3,409   |
| 2015 | 615,032 | 584,685 | 1,199,717 | [ * 4 ]  | 1,685   | 3,287   |
| 2016 | 608,502 | 575,680 | 1,184,182 | [ * 4 ]  | 1,663   | 3,235   |
| 2017 | 603,219 | 572,230 | 1,175,449 | [ * 4 ]  | 1,653   | 3,220   |
| 2018 | 632,314 | 595,768 | 1,228,082 | [ * 4 ]  | 1,732   | 3,365   |
| 2019 | 627,904 | 588,120 | 1,216,024 | [ * 4 ]  | 1,720   | 3,332   |
| 2020 | 529,293 | 495,985 | 1,025,278 | [ * 4 ]  | 1,446   | 2,801   |

- 統計に関する出典

註釈
1. ↑  9月14日開業後の運営日数は109日だが、統計は有料化開始の9月21日以降102日で算出している[* 1] ）

出典
1. ↑  （繁体字中国語）高雄捷運公司 (2009年1月10日). “高雄都會區大眾捷運系統各站旅運量統計表”.   高雄市政府交通局. p. 頁10. 2019年5月5日閲覧。
2. ↑  （繁体字中国語）“高雄都會區大眾捷運系統各站旅運量統計表 中華民國98年”.   高雄市政府捷運工程局. p. 13 (2009年1月10日). 2019年10月27日閲覧。
3. ↑  （繁体字中国語）“高雄都會區大眾捷運系統各站旅運量統計表 中華民國99年”.   高雄市政府捷運工程局. p. 13. 2019年10月27日閲覧。
4. ↑  （繁体字中国語）“高雄都會區大眾捷運系統各站旅運量-年 依 年, 捷運站別 與 入出站”.   高雄市政府交通局 (2021年3月12日). 2021年3月12日閲覧。 高雄市統計資訊服務網

## 歴史
- 2008年9月14日 - 開通[2]。
- 2008年9月21日 - 開通式典が行われた。

## 隣の駅
高雄捷運
■橘線
大東駅 - 鳳山国中駅 - 大寮駅
■屏東延伸線（計画中）
大寮駅 - 台糖屏東総廠駅